# 錫姆科湖
錫姆科湖（英語：Lake Simcoe），也譯閃高湖，加拿大安大略省南部湖泊，湖面佔2840平方公里。它是該省第十二大湖泊，湖面在冬天完全結冰。

## 外部連結
- 维基共享资源上的相關多媒體資源：Lake Simcoe
- Lake Simcoe Conservation Foundation
- Lake Simcoe Region Conservation Authority